# Diesellok

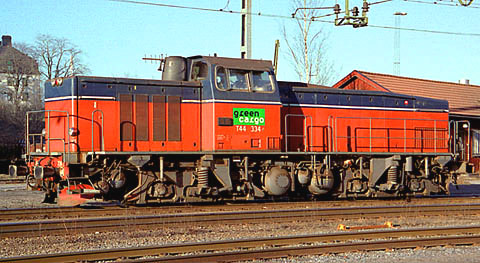
Dieselelektriskt lok T44 344, tillverkat av Nohab

Diesellok är lokomotiv som drivs av en eller flera dieselmotorer. Drivningen sker antingen direkt via hydraulmotorer, hydrauliska momentomvandlare eller indirekt via en generator och elmotorer till drivhjulen.
Mindre diesellok med motoreffekt mindre än 300 hästkrafter (cirka 220 kW)  kallas ofta lokomotor. De används normalt endast i kapillärnätet och krävde tidigare inte full lokförarutbildning.
Som diesellok räknas inte:
- Ånglok där ångpannan eldas med dieselolja.
- Gasturbinlok med dieselolja som bränsle.
- Duolok som har både diesel- och eldrift.

## Bakgrund
Från början användes enbart ånglok. Men i början av 1900-talet kom ellok. I vissa länder, såsom Sverige och Schweiz, satsade man tidigt på elektrifiering av banorna och där var intresset för dieseldrift lågt. I andra länder ansåg man elektrifieringen för dyr. Samtidigt blev ångloken alltmer dyra att tillverka, underhålla och köra. I New York förbjöds dessutom ånglok 1923, för att minska luftföroreningarna. Det ledde till att de som tillverkade ellok även sökte att ombord generera strömmen till traktionsmotorerna. På motsvarande sätt började tillverkarna av ånglok söka nya drivkällor. I båda fallen blev en dieselmotor huvudalternativet som kraftkälla. Diesellok är således yngre än både ånglok och ellok. 

(Allmän illustration: Se video på Youtube med ett dieselelektriskt lok T44 med bilkarosser från Olofström till Göteborg:)
Rent tekniskt var svårigheten som mötte dieselloken att praktiskt lyckas föra över rotationskraften från dieseln till dragkraft hos hjulen.  Dels måste man övervinna initialmotståndet när ett tåg ska sättas i rullning och dels måste varvtalet växlas ned mycket. Försök med mekanisk koppling visade att en sådan var en olämplig lösning, med tanke på det stora igångsättningsmotståndet. I Tyskland prövade man även en dieselpneumatisk lösning som visade sig inte vara effektiv. Istället uppkom olika andra lösningar:

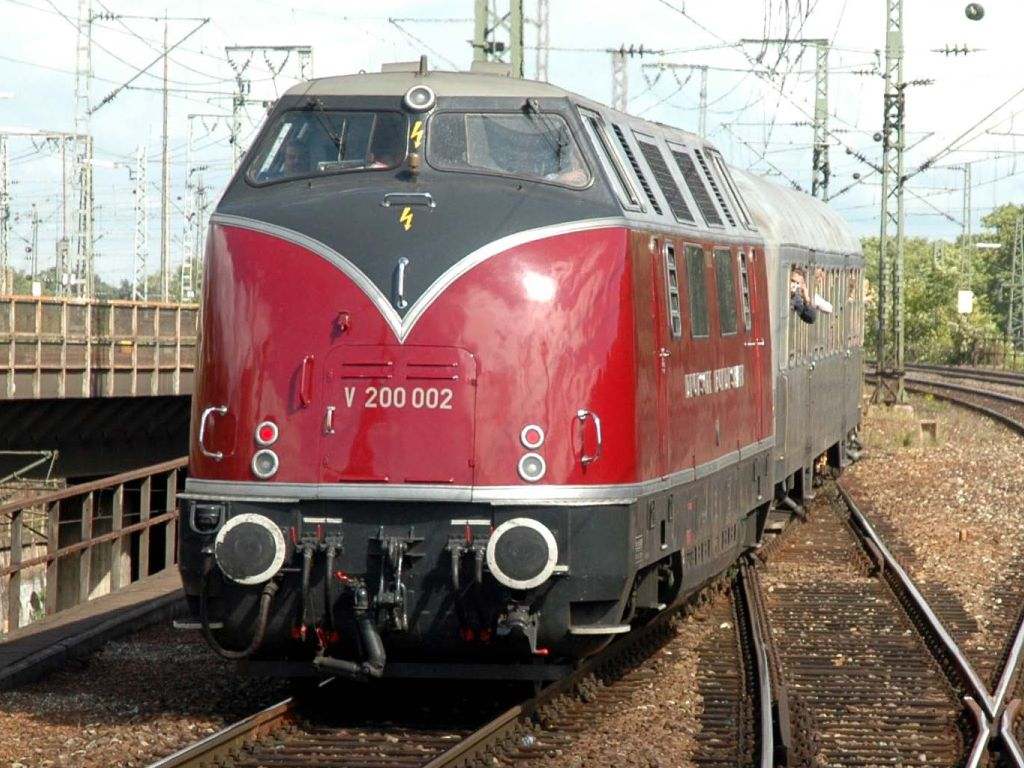
Tyskt dieselhydrauliskt lok typ DB Class V 2000 på Deutsche Bundesbahn

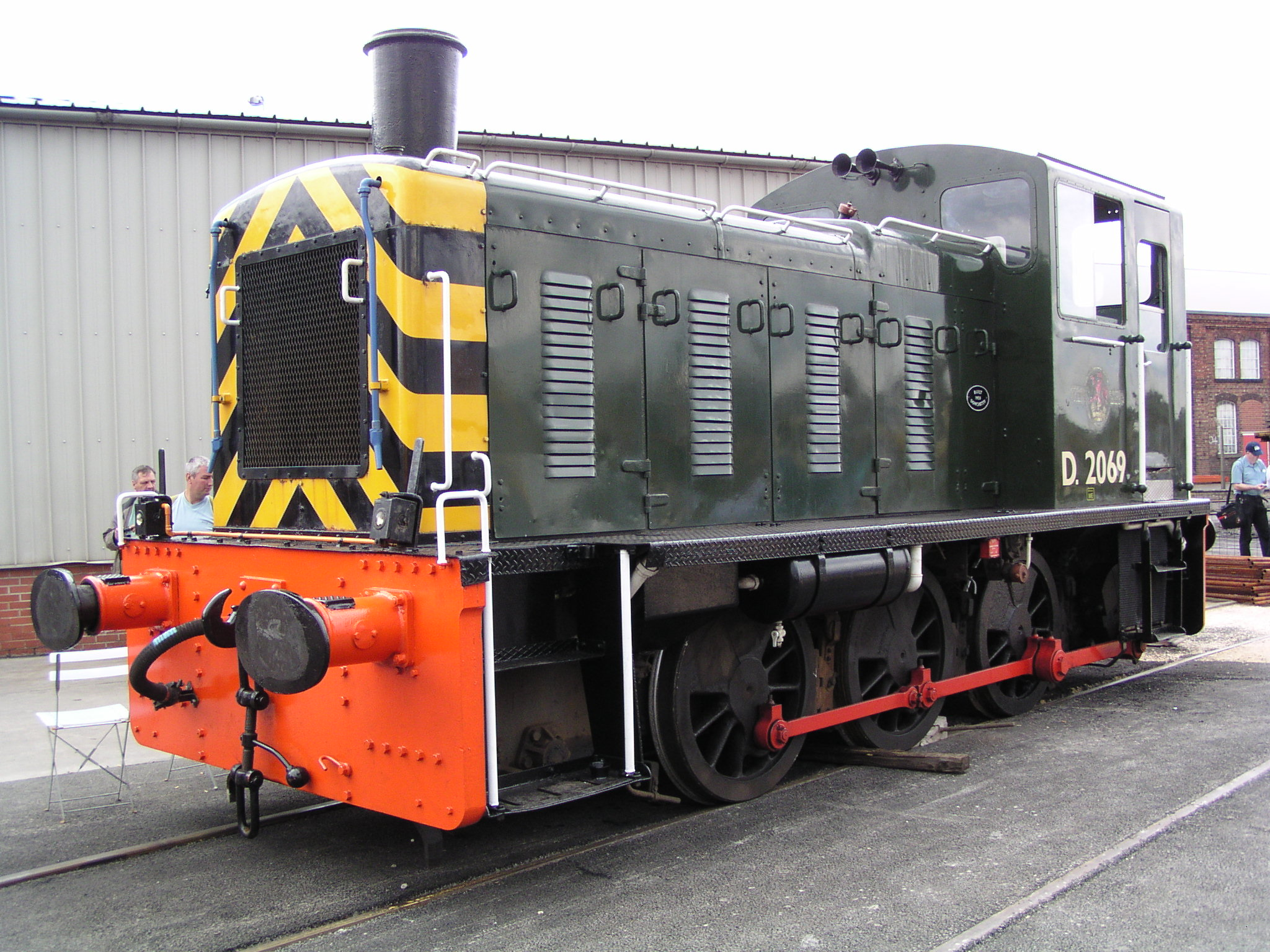
Engelskt dieselmekaniskt (epicyclic växellåda) växellok med blindaxel under hytten. British Rail Class 03.

## Direktdrift med hydrauliska momentomvandlare - Hydraullok
Kraften från dieselmotorn överförs via en hydraulisk momentomvandlare, eventuell växellåda och reduktionsväxel direkt till en eller flera drivaxlar.
En hydraulisk momentomvandlare består av två skovelhjul (pump och turbin) samt en stator med ledskenor i ett hus fyllt med olja. Vid rotationen slungar pumphjulet oljan mot statorn, som ändrar oljans strömriktning, och sedan mot turbinhjulet som då roterar med. Medrotationen kan släpa mycket vid hög belastning, men statorn gör att vridmomentet samtidigt ökar. Momentomvandlaren har således egenskapen att fungera som en mjuk reduktionsväxel med ett relativt högt startmoment.
På mindre växellok hade man även en mekanisk växellåda efter momentomvandlaren. Lösningen liknar drivlinan på en lastbil. Men det fungerar inte bra på större lok för tunga godståg.

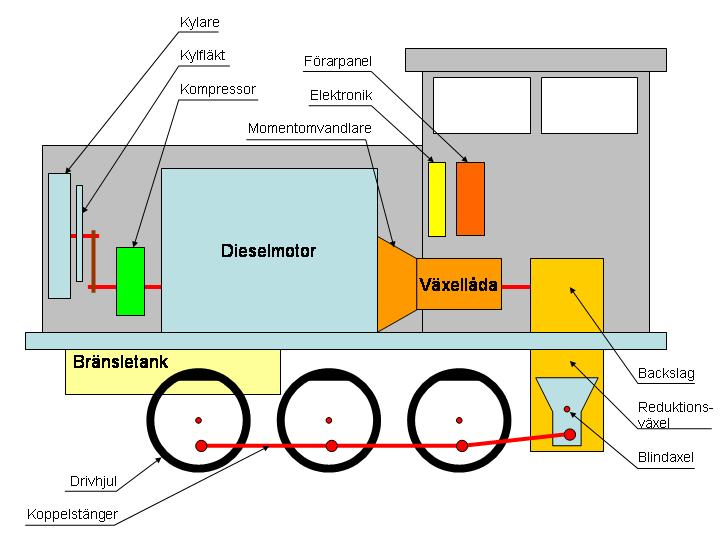
Principschema för ett dieselhydrauliskt växellok.

För att slippa den känsliga växellådan så byggde 1953 Voith i Tyskland ett system med flera parallellkopplade momentomvandlare, dimensionerade för olika nedväxlingsförhållanden (diametrar och stigningar på hjulen). Genom att fylla endast en av momentomvandlarna i taget med olja, så kunde man skapa olika hastighetsområden och fortfarande slippa en dyr växellåda.
Dessa hydrauliska lok har något högre verkningsgrad än dieselelektriska lok (se nedan). Finska järnvägarna till exempel byggde flera sådana lok på licens från Tyskland. Flera av de tyska loken var fortfarande 2009 i full drift. Voithloken hade fördelen av att vara lättare, billigare och gav bättre adhesion eftersom alla lokaxlarna var hopkopplade till skillnad mot eldrivna axlar där en enskild axel kunde börja slira. I moderna dieselelektriska lok med datorstyrning är detta inte längre ett problem.
Ytterligare ett alternativ var att koppla in en hydraulisk koppling, det vill säga en koppling utan stator mellan pump och turbin. De ger ingen momentomvandling utan endast en momentöverföring med viss energiförlust. Det gav en slags "överväxel" till loket.

## Direktdrift med hydraulmotorer
Till en dieselmotor kopplas en hydraulpump. Det genererade oljeflödet driver då hydraulmotorer placerade direkt på drivaxlarna. Hydraulmotorerna har fördelen att vara enkelt reglerade och ge stort moment som inte kräver någon reduktionsväxel. Varvtalet blir dock begränsat.
Denna lösning används ej på lokomotiv utan mest på rälsgående arbetsfordon såsom spårläggningsmaskiner, grävmaskiner och traktorer som ändå har hydraulsystem ombord.

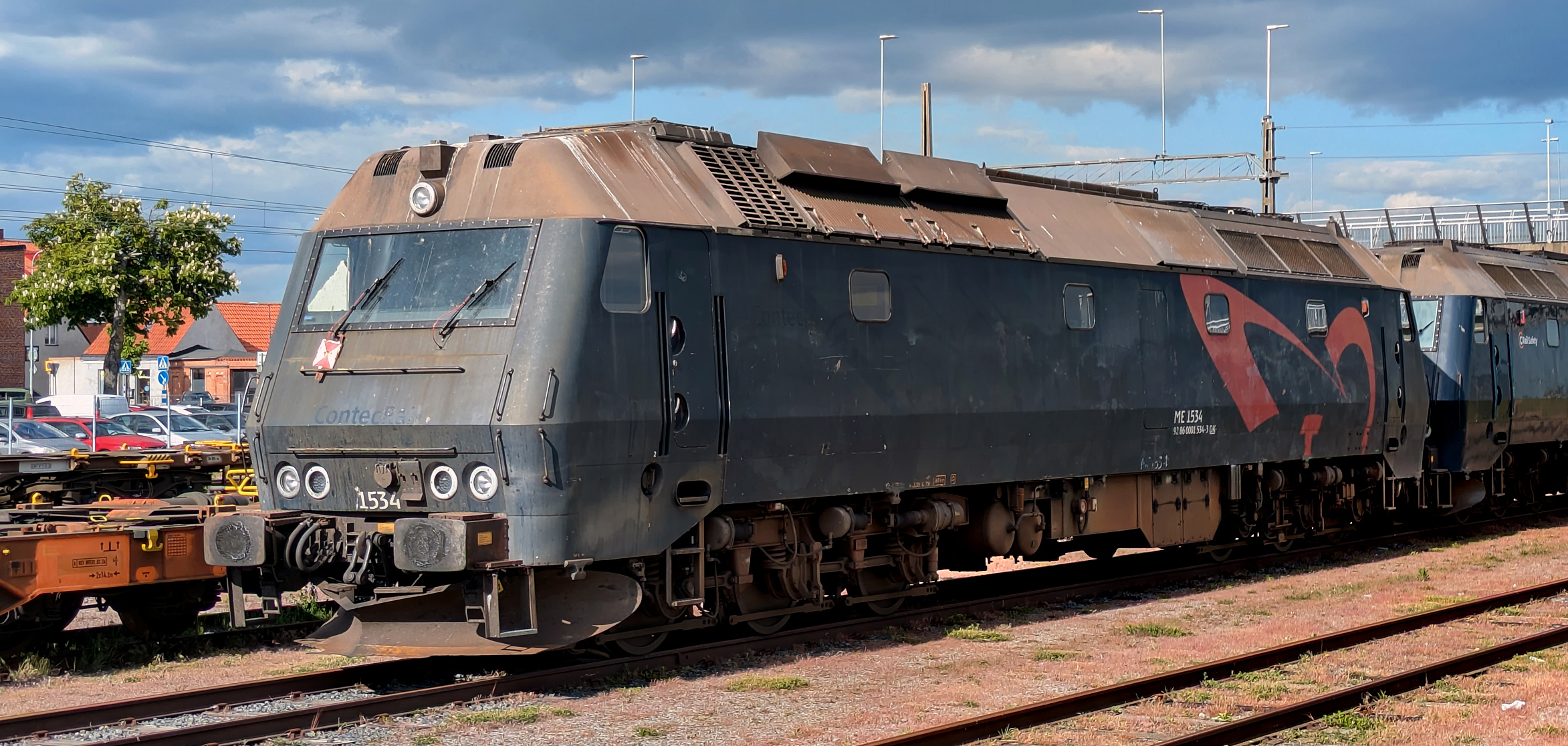
Ett Contec ME 1534 på ett stickspår i Ystad 19 maj 2025.

## Indirekt drift med elektrisk kraftöverföring - Dieselelektriskt lok
Till en dieselmotor direktkopplades i början en likströmsgenerator. Strömmen från generatorn drev sedan likströmsmotorer monterade på drivaxlarna via en reduktionsväxel (traktionsmotorer). När halvledare för starkström senare kom kring 1970, så gick man över till en trefas växelströmsgenerator som via likriktare matade likströms traktionsmotorer. Kring år 2000 infördes växelriktare som kunde skapa en växelström med variabel frekvens som matade asynkronmotorer. I framtiden planeras för permanentmagnetiserade synkronmotorer som ger något högre verkningsgrad. Denna utveckling blev en följd av utvecklingen för traktionsmotorer och ellok, som hela tiden lett den tekniska utvecklingen (RC-lok med likriktare och X2000 med växelriktare). Schemat nedan visar hur ett modernt dieselelektriskt lok är uppbyggt.

### Hastighetsregleringen
Problemet med de första dieselloken med likström var att reglera dieseln, generatorn och likströmsmotorn vid olika effektuttag och hastigheter. När loket skulle starta, så uppträdde likstömsmotorerna som nästa kortslutna, och strömmen steg kraftigt. Detta gjorde att generatorn bromsades av den höga strömmen. Generatorns bromsning bromsade i sin tur dieseln som gick ned i varv, fick för lite luft och spydde ut sotiga avgaser. Loket blev kraftlöst när kraften behövdes som bäst. Dessutom kunde de tre komponenterna överbelastas.
Hermann Lemp hos General Electric patenterade dock 1914 en ny lösning som blev banbrytande.  Hans idé byggde på att föraren hade endast en spak för pådraget för att reglera energiuttaget från dieseln oberoende av tågets hastighet. Reglaget hade 9 lägen (ett var neutral) där varje läge från 2 till 9 stegvis ökade bränsletillförseln och därmed dieselns varvtal. Knepet var att samma reglage även påverkade ett variabelt motstånd i magnetiseringskretsen hos generatorn (en mindre extragenerator skapade magnetiseringsströmmen). När magnetiseringen ökades, så gav generatorn mer ström och därmed större motstånd för dieseln. Men generatorns ström berodde även på traktionsmotorernas hastighet. Vid låg lokhastighet var det bara lindningarnas resistans som gav spänningsfallet. Det resulterade i att strömmen blev mycket hög (>1000 A). När tåget gick fortare, så genererade motorerna en elektromotorisk motspänning, vilket gjorde att spänningen steg och strömmen sjönk.

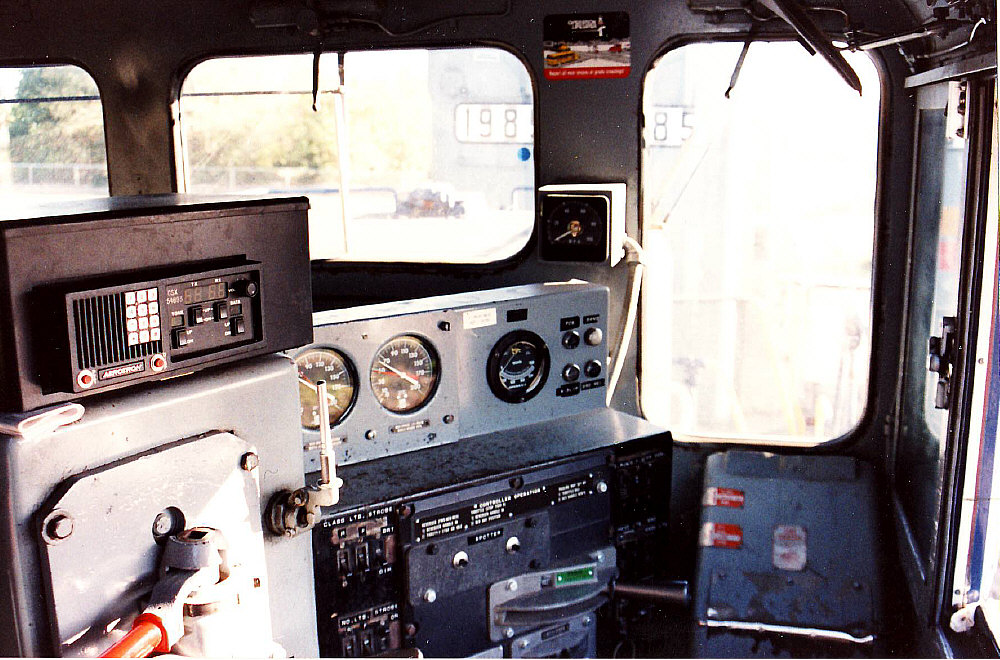
Förarhytten i ett amerikanskt diesellok. Framför mätinstrumenten syns den smala reglerspaken som ökar effektuttaget. Nere till vänster bromsreglaget.

Lemps tanke var att optimera generatorns magnetisering på ett sådant sätt att för vart och ett av de 9 lägena, dels få dieseln att inte bli överbelastad (dess teoretiska varvtal jämfördes dess verkliga) och dels att få effekten (spänning x ström) konstant (oberoende av hastigheten).

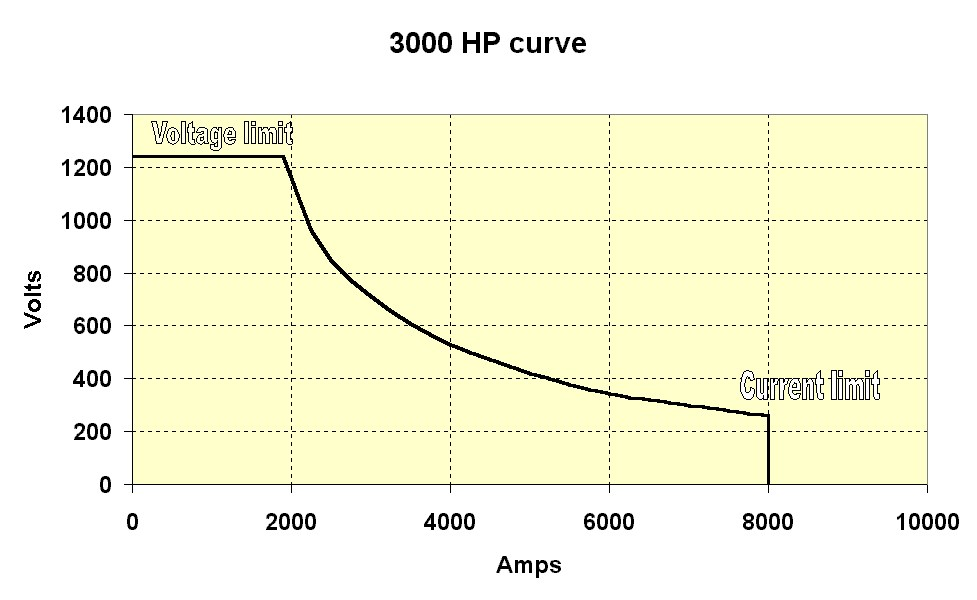
Kurva som visar ström - spänning i läge 8 (3000Hk) för ett lok.

I neutralläget gick dieseln på tomgång, generatorns magnetisering var urkopplad och även strömmen till traktionsmotorerna var urkopplad. När föraren lade in läge 1, så gavs generatorn en viss låg magnetisering och traktionsmotorerna kopplades in. Om loket var ensamt och banan horisontell, så accelererade loket långsamt, trots att dieseln gick på tomgång. Om föraren däremot ökade ända upp till läge 9 så gick dieseln upp i fullt varv. Generatorn gavs först en måttlig magnetisering så att inte strömmen blev för hög. När farten sedan ökade, så ökades även magnetiseringen, så att effektuttaget hela tiden var konstant på max. Strömmen minskade och spänningen ökade (~600V).
Resultatet var att reglaget egentligen styrde effektuttaget snarare än hastigheten och att dieseln hela tiden arbetade med optimal belastning. 1917 fanns en prototyp klar och på 20-talet gjordes flera lok för växlingsarbete.  Först 1939 började riktiga diesellok för passagerartåg och godståg användas i USA som varit föregångare.
När hastigheterna sedermera ökade, så lät man de två eller tre traktionsmotorerna i varje boggi först vara seriekopplade men vid högre hastighet vara parallellkopplade. Dessutom kunde poltalet i generatorn ändras för att få ännu flera "växlar".
I och med elektronisk bränsleinsprutning, trefasgenerering, tyristorstyrning och växelriktare så datoriserades hela styrningen och både verkningsgrad och tillförlitlighet ökade.

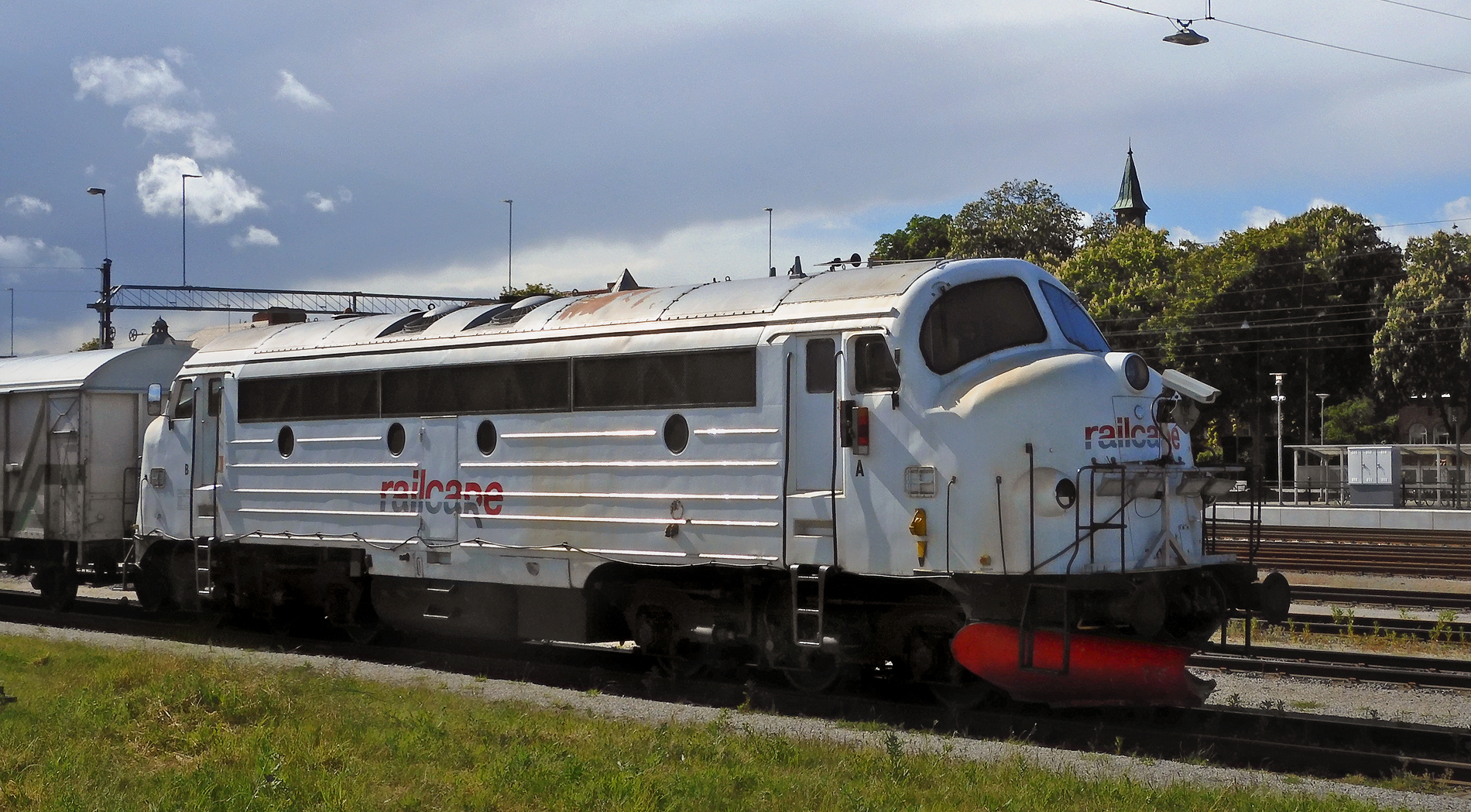
Ett Nohab TMY-diesellok från Railcare Group

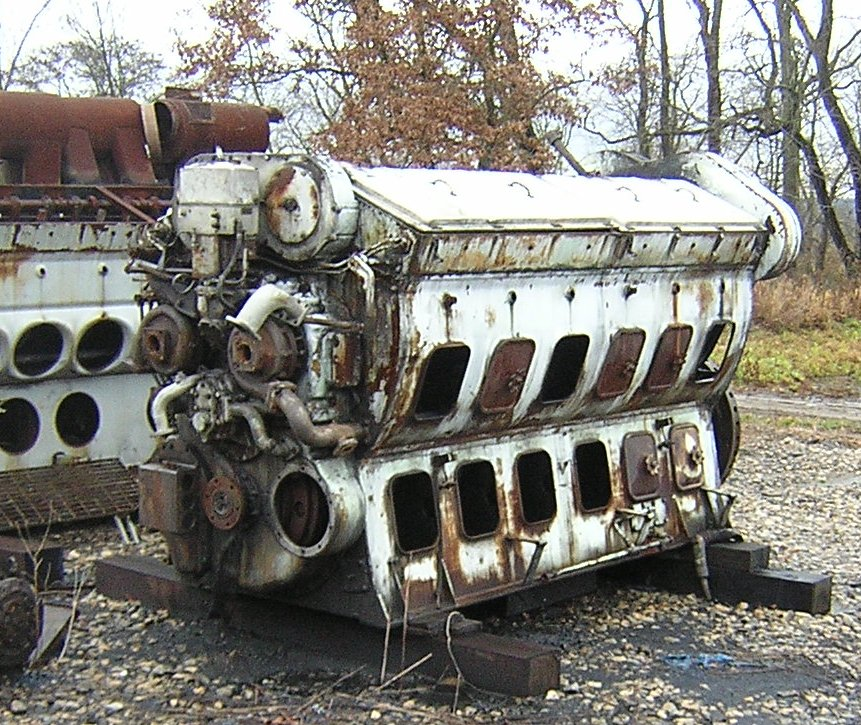
En utrangerad 12 cylindrig dieselmotor EMD 12-567B från General Motor

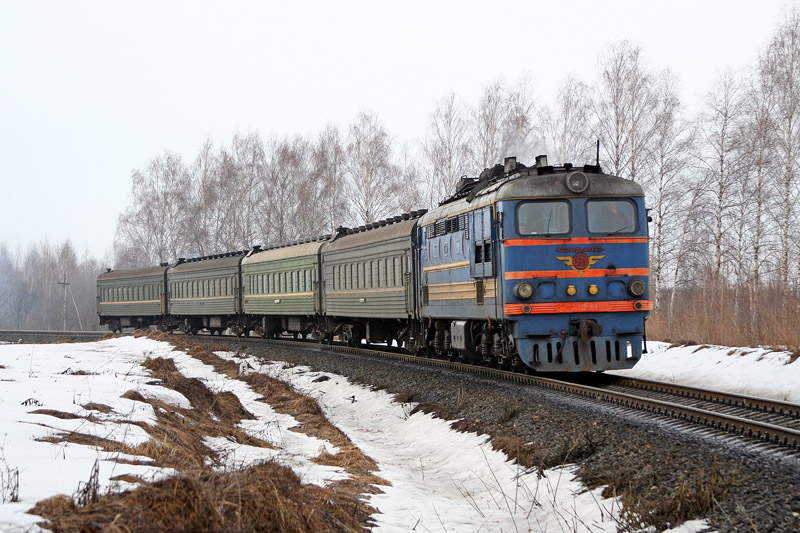
Ryskt tåg draget av dieselloket Teplovos TEP10.

### Dieselmotorn
Amerikanska General Electric är den största leverantören av dieselelektriska lok i världen i dag med EMD (Electro Motive Diesel) på andra plats. EMD har dessutom många licenstillverkere, till exempel Nohab, som var stora i Sverige. EMD:s lok hade länge tvåtaktsdieslar i V-konfiguration såsom V12, V16 och V20. Dessa hade nästan lika hög verkningsgrad som 4-taktare, men gav större emissioner. Från omkring 1990 började 4-taktsdieslar, som var miljövänligare, produceras. Stora diesellok år 2000 har upp till 6000 hk och är turboladdade. Se video på Youtube med ett tungt godståg i Portland, Oregon:
| 1 — Dieselmotor     | 2 — Kylare            | 3 — Styrutrustning   | 4 — Likriktare                 |
| 5 — Traktionsmotor  | 6 — Huvudgenerator    | 7 — Hjälpgenerator   | 8 — Ljuddämpare                |
| 9 — Vattenbehållare | 10 — Förarhytt främre | 11 — Förarhytt bakre | 12 — Batterier                 |
| 13 — Bränsletank    | 14 — Trycklufttank    | 15 — Boggi           | 16 — Bränslepump               |
| 17 — Sandbehållare  | 18 — Hjulaxel         | 19 — Snöplog         | 20 — Buffertar / Automatkoppel |

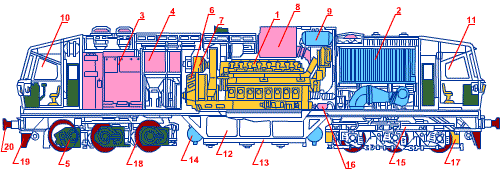
Principschema för det ryska dieselelektriska loket Teplovoz TE109 med växelströmsgenerator och likriktare.

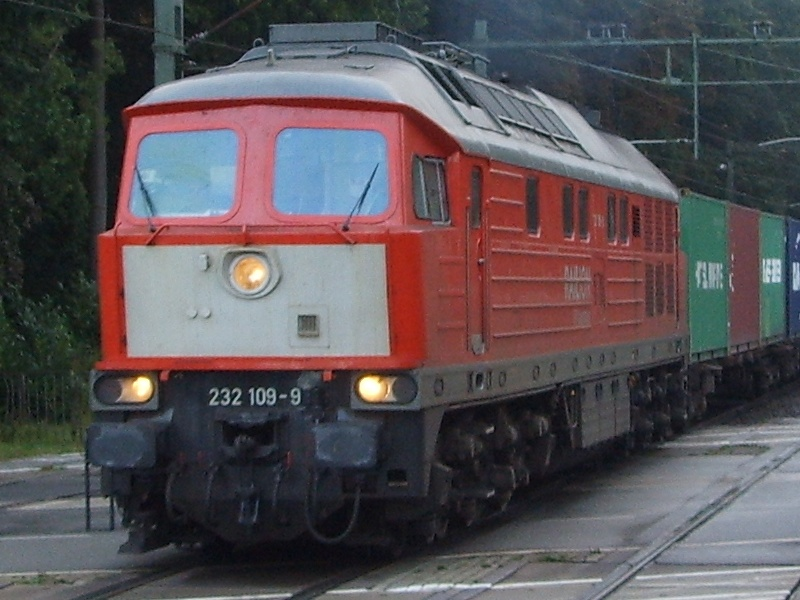
Samma ryska diesellok TE109 ägt av Railion.

Svenska Hedemora Diesel tillverkade dieselmotorer till många järnvägsförvaltningar i världen. Bl.a. till Egypten där de ännu 2009 var i drift.

## Elbromsning
På de dieselelektriska loken utnyttjade man tidigt likströmsmotorerna för att vid bromsning låta traktionsmotorerna arbeta som generatorer som bromsades genom att stora resistanser kopplades in. Därmed minskade slitaget på bromsblocken. Dessvärre kan man inte, som hos moderna ellok, återgenerera energin till nätet. GE har dock planer på ett slags hybridlok som ska kunna återladda bromsenergin i batterier.

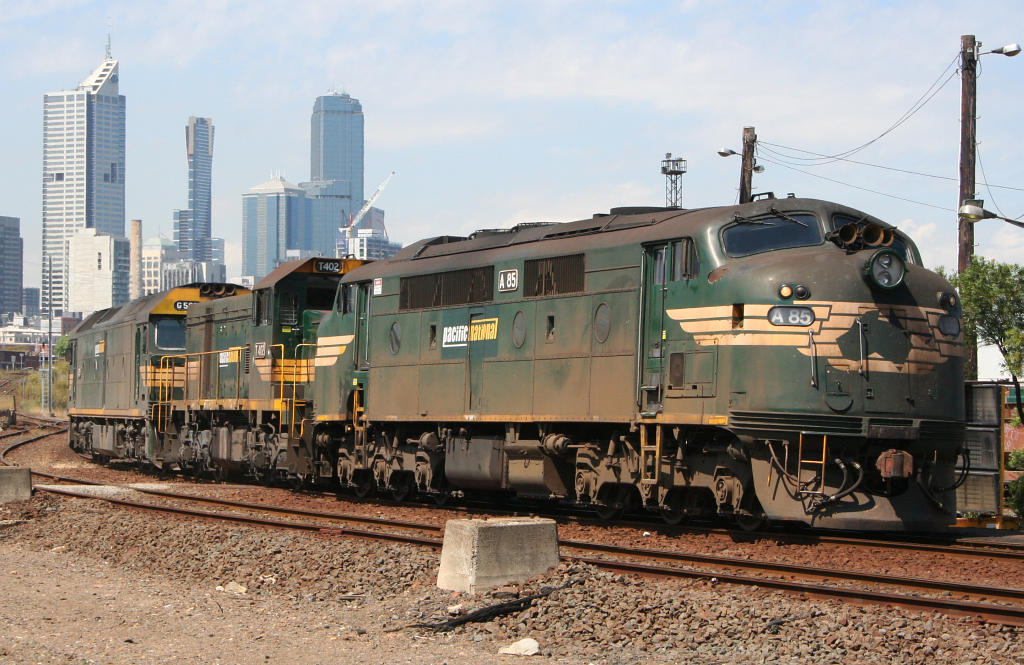
Tre typer av diesellok från Pacific National i Australien: Först ett med hytt i vardera änden. Därefter ett med hytt och lång motorhuv, sist ett med inbyggda hytter.

## Konfigurationer
Tekniken med ett antal fasta reglersteg hos EMD-loken visade sig sedan kunna användas för multipelkoppling av lok i tunga godståg. Genom binär representation av de 9 lägena, kunde man med en flertrådig kabel mellan loken fjärrstyra de förarlösa loken. I början krävde dock fackföreningarna att alla lok skulle bemannas, vilket sedermera övergavs. USA har länge haft en standard för denna multipelkoppling.
I många länder som till exempel Kanada, Brasilien, USA, Mauretanien, Kina, Sydafrika och Australien, där dieselelektriska lok användes för att dra väsentligt tyngre godståg än i Europa, så är loken därför oftast multipelkopplade. Dessa lok har då förarhytt endast i ena änden men är parkopplade så att man ändå har en hytt i vardera änden. Ibland har man ett tredje helt hyttlöst lok däremellan. I längre motlut så används även extralok mitt i tåget för att ge mer kraft och minska kopplens belastning. Dessa extralok är då i regel radiostyrda.

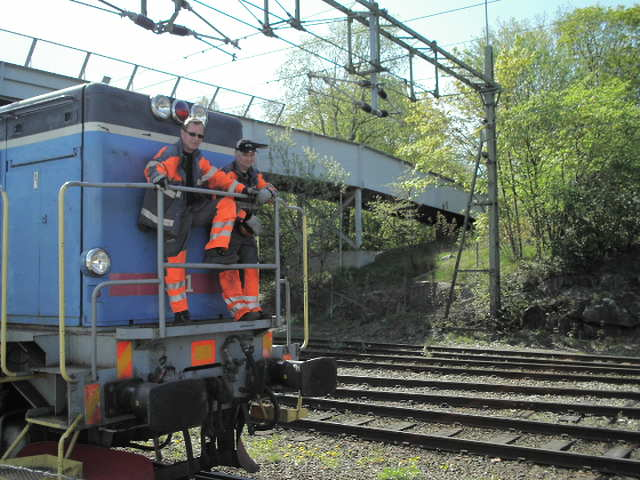
Fjärrmanövrerad T44 kör framåt på bangården vid Värtans station 2009. "Föraren" är mannen till höger som har styrenheten hängande under bältet.

I Europa är tågen mindre och dieselloken har ofta mittplacerad hytt eftersom de ofta även används för växling. I vissa konstruktioner sitter då dieselmotorn i ena ändan och generatorn i den andra med axeln under hytten. Växelloken kan numera ofta fjärrstyras vid växlingsarbete ute i kapillärnätet. Man är vanligen två man, där föraren även lägger om klotväxlar och den andre kopplar ihop/isär. Fjärrstyrningen sker med radio och föraren har en styrenhet som hänger på bröstet.
När det gäller persontåg utomlands har utvecklingen varit densamma som för ellok: Elloken ersätts av permanent hopkopplade motorvagnar. Se persontåg. Dessa motorvagnar använder vanligen lastbilsmotorer placerade i underredet. Till dem kan man på motsvarande sätt använda momentomvandlare eller generator och elmotorer.

## Diesellok i Sverige
Diesellok har i Sverige använts för tjänstgöring på sidolinjer och vid växling på bangårdar.
De flesta svenska dieselloken är dieselelektriska och tillverkade i Sverige på licens från GM:s Electro Motive Division, EMD. Genom de senaste årens förändrade marknadssituation har ett relativt stort antal norska och danska diesellok av samma generation, även dessa tillverkade i Sverige, inköpts av svenska järnvägsföretag såsom exempelvis Tågab.
Statens Järnvägar delade in diesellok i Littera V (för växlingstjänst) och T (för linjetjänst och växlingstjänst). Numera äger SJ AB inte längre några diesellok. Däremot har Green Cargo följt SJ:s litterasystem och de flesta privatbanorna gör också det. Privata godstågbolag har köpt in utländska begagnade diesellok, eftersom det inte är lätt att få tag på sådana i Sverige. De kan få annorlunda littera, till exempel bara nummer. Dieselloken är numera vanligen utrustade med ATC-systemet eller senare det nya ERTMS.
Vanliga diesellok i Sverige är:
- T43. Tillverkade av Nohab på licens från EMD. 50 st byggdes 1961-1963.
- T44. En vidareutveckling av T43 som 2009 är det vanligaste dieselloket i Sverige. Effekten är 1235 kW och 123 st byggdes 1968-1987.
- T46. Förlängt utförande av T44. 4 inköptes av LKAB 1973-1974 för växlingsarbete. Sveriges tyngsta diesellok.
- T66 byggda av EMD. Har brittisk lastprofil. Endast 2 tillverkade för Sverige år 2000. Flera lok har senare köpts in av leasingbolaget Beacon Rail för Rush Rails räkning.
- TMX, TMY och TMZ byggda av Nohab för Danska Statsbanorna. 14 begagnade inköpta av Svenska järnvägsoperatörer. Kallas i folkmun ofta för "Gammeldansk". Med sin tyngd och kraft har de ibland hyrts in för att dra "upp" godståg som slirar på höstlöv i långa backar.
- 941. Modernt dieselhydrauliskt lok från Vossloh. Anpassat till miljökraven 2009 och för gränsöverskridande trafik med olika säkerhetssystem. Två lok finns hos Hector Rail.

## Diesellokens framtid
2009 fanns det fler diesellok i världen än ellok, även om skillnaden hela tiden minskat.
Diesellokens framtid påverkas av bl.a. följande faktorer:
- Järnvägens från år 2000 ökande marknadsandel (se referenser i artiklarna om person- och godståg):
  - Persontåg för pendling ökar på grund av storstadsträngsel. Resor upp till 600 km ökar på grund av lägre energiförbrukning. För längre resor är flyget överlägset tills höghastighetståg kommer.
  - Godståg ökar sin marknadsandel långsamt. Lastbilar är konkurrenskraftiga i närdistribution men ogynnsamma på längre sträckor. När gränsöverskridande godstrafik blir effektivare kommer godstrafiken med tåg att öka väsentligt. Trafikinfarkt på Europas huvudvägar utgör redan ett problem. I USA är godstrafik med tåg avsevärt större än i Europa.
- Energiutvecklingen. Priset på fossil diesel förväntas fortsätta att öka. Även om man lyckas framställa biodiesel (se referens) så kan även den bli dyr. Även elen kommer att öka i pris men den högre verkningsgraden på ellok gör dessa mer konkurrenskraftiga.
- Ellok kan göras billigare och starkare än diesellok. De har lägre underhåll. De föredras därför av operatörerna.
- Elektrifieringen av banor. Det är numera uppenbart att livslängden på järnvägsinvesteringar är betydligt längre än man trott tidigare. Vidare är många banor redan nu överbelastade så att volymen finns för lönsam elektrifiering. I Europa är redan elektrifieringen långt gången. I USA däremot är det inte så enkelt eftersom man har en väsentligt högre last på tågen (double stacked containers) så att kontaktledningen kommer för högt. Dessutom kan matningen av kontaktledningarna bli ett problem när tågen är extremt tunga. Med diesellok kan man istället enkelt sätta in flera lok i tågen.
- Miljöbelastningen. Transportkunder, och därmed operatörer, som vill profilera sina varumärken mot miljövänliga transporter föredrar ellok även om även dessa orsakar emissioner vid matning från till exempel kolkraftverk.
- Miljökrav. Man önskar renare avgaser från dieselloken, vilket kräver höga utvecklingskostnader. Ett sätt som använts för motorvagnar är att ha flera lastbilsmotorer (som redan är mer miljövänliga), något som börjat förekomma även för diesellok.
- Utskrotning. Den stora förbättring som skedde kring år 2000 genom att använda växelströmsgenerator, växelriktare och asynkronmotorer, kan relativt enkelt införas på äldre dieselelektriska lok. Man installerar samma standardiserade traktionsmotorer och växelriktare som i moderna ellok och byter till en enklare generator. Resten i loket kan återanvändas. Detta gör att livslängden förlängs och nytillverkning får lägre volymer.
- Utvecklingen mot hybridlok bedöms vara trolig. Den nya tekniken med växelriktare och enkla asynkronmotorer gör att en allt större del av komponentkostnaden i ett lok blir gemensam.
- För persontåg kommer motorvagnslösningarna troligen slå ut loken. Men konkurrensfaktorerna mellan el och diesel blir kvar.

Sammanfattningsvis bedöms dieselloken förlora marknadsandel mot elloken och marknaden förblir konstant genom att lok för persontåg minskar och lok för godståg ökar.